# Sa’id ibn Ahmad
Sa’id ibn Ahmad – władca Omanu z dynastii Al Busa’id. Panował w latach 1783–1786.
Dokonał daleko posuniętej politycznej centralizacji kraju. W obawie przed atakami niechętnych dynastii panującej plemion, przeniósł w 1786 roku stolicę z położonego w głębi kraju Rustak, do nadmorskiego Maskatu. W walce z buntującymi się plemionami pomagała imamowi Sa’idowi ibn Ahmadowi Brytyjska Kompania Wschodnioindyjska, co związało kraj z Wielką Brytanią.